# Ен Блајд
Ен Мари Блајд (енгл. Ann Marie Blyth; Маунт Киско, Њујорк, 16. август 1928) америчка је глумица и певачица.